# 大阪府道158号守口門真線
大阪府道158号守口門真線（おおさかふどう158ごう もりぐちかどません）は、大阪府守口市から門真市に至る一般府道である。

## 概要
守口市八島町から門真市巣本町に至る。1965年（昭和40年）までは国道163号であった。
全線片側1車線の道路で、守口市と門真市の境界付近から、京阪本線 大和田駅まで、京阪本線と併走している。巣本西交差点 - 巣本交差点間が、終点から起点方向への一方通行となっている。

### 路線データ
- 起点：大阪府守口市八島町（八島交差点、国道1号交点、大阪府道155号北大日竜田線終点）
- 終点：大阪府門真市巣本町（巣本交差点、国道163号・大阪府道21号八尾枚方線交点）

## 路線状況

### 通称
- 旧163
- 旧四日市線
- 守口街道（清滝街道）

### 道路施設

#### 橋梁
- 古川橋（古川、門真市）

## 地理

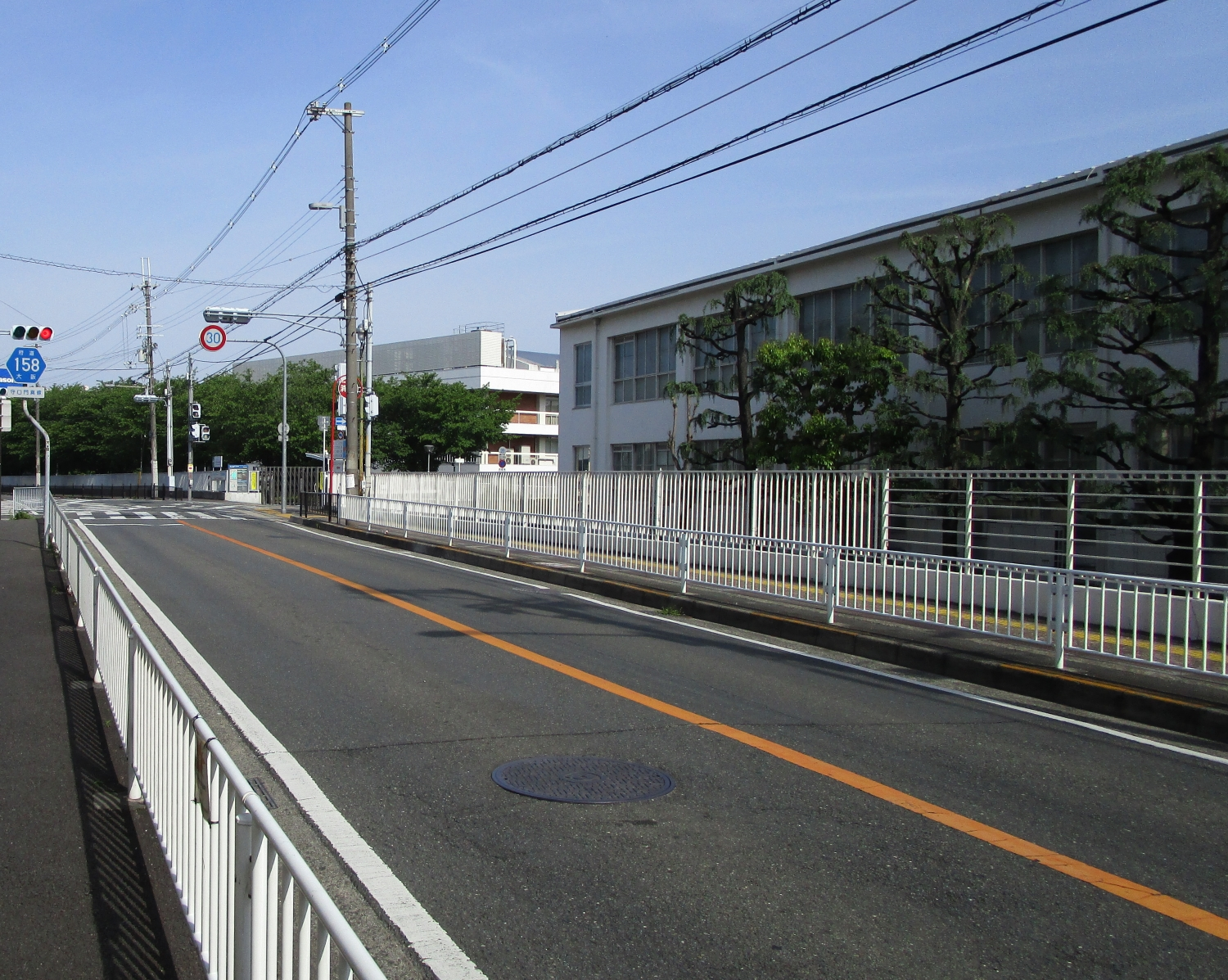
大阪府道158号守口門真線（西三荘駅付近）

### 通過する自治体
- 大阪府
  - 守口市 - 門真市

### 交差する道路
| 交差する道路                      | 市町村名 | 交差する場所 | 交差する場所      |
| --------------------------------- | -------- | ------------ | ----------------- |
| 国道1号 大阪府道155号北大日竜田線 | 守口市   | 八島町       | 八島交差点 / 起点 |
| 大阪府道156号金田門真停車場線     | 門真市   | 元町         |                   |
| 大阪府道2号大阪中央環状線         | 門真市   | 松葉町       |                   |
| 大阪府道15号八尾茨木線            | 門真市   | 御堂町       |                   |
| 大阪府道149号木屋門真線           | 門真市   | 上島町       |                   |
| 国道1号 / 第二京阪道路            | 門真市   | 北巣本町     | 巣本西交差点      |
| 国道163号 大阪府道21号八尾枚方線  | 門真市   | 巣本町       | 巣本交差点 / 終点 |

### 交差する鉄道
- 大阪モノレール本線
- 京阪本線

### 沿線
- Osaka Metro谷町線 守口駅
- 京阪本線
  - 守口市駅 - 西三荘駅 - 門真市駅 - 古川橋駅 - 大和田駅
- 守口市役所
- 守口警察署
- 大阪法務局 守口出張所
- 大阪電気通信大学高等学校
- パナソニックホールディングス 本社
- 近畿労働金庫 守口支店
- 京阪本線・大阪モノレール本線 門真市駅
- 門真市立門真小学校
- 門真市役所
- 摂南総合病院
- 門真市立第一中学校
- 願得寺